# も
En la escritura japonesa, los caracteres silábicos (o, con más propiedad, moraicos) も (hiragana) y モ (katakana) ocupan el 35.º lugar en el sistema moderno de ordenación alfabética gojūon (五十音), entre め y や; y el 45.º en el poema iroha, entre ひ y せ. En la tabla a la derecha, que sigue el orden gojūon (por columnas, y de derecha a izquierda), se encuentra en la séptima columna (ま行, "columna MA") y la quinta fila (お段, "fila O").
Tanto も como モ provienen del kanji 毛.

## Romanización
Según los sistemas de romanización Hepburn, Kunrei-shiki y Nihon-shiki, も, モ se romanizan como "mo".

## Escritura
| Escritura de も | Escritura de モ |

El carácter も se escribe con tres trazos:
1. Trazo vertical de arriba abajo que acaba en una curva en forma de U. El trazo se parece al carácter し.
2. Trazo horizontal que corta al primer trazo.
3. Trazo horizontal por debajo del segundo, y que también corta al primero.

El carácter モ se escribe con tres trazos:
1. Trazo horizontal.
2. Trazo horizontal por debajo del primero.
3. Trazo en forma de L que empieza en la parte central del primer trazo y corta al segundo.

## Otras representaciones
- Sistema Braille:
| ●－ ●● |
- Alfabeto fonético: 「もみじのモ」 ("el mo de momiji", donde momiji es un arce japonés)
- Código Morse: －・・－・

- Datos: Q40759
- Multimedia: も / Q40759